# Sławomir Wronka
Sławomir Artur Wronka (ur. 1972) – polski fizyk, profesor nauk inżynieryjno-technicznych, aktor dziecięcy.

## Życiorys
W dzieciństwie wystąpił w filmie Akademia pana Kleksa wcielając się w rolę Adasia Niezgódki. Była to jego jedyna rola aktorska.
W latach 1992–1997 studiował na Wydziale Elektroniki i Technik Informacyjnych Politechniki Warszawskiej. Stopień doktorski uzyskał w 2003, habilitował się w 2015 na podstawie oceny dorobku naukowego i rozprawy pt. Liniowy akcelerator elektronów z szybkim przełączaniem energii. 25 kwietnia 2022 decyzją prezydenta RP otrzymał tytuł naukowy profesora.
W 2010 kierowany przez niego zespół stworzył pierwszy na polskim rynku detektor do prześwietlania obiektów przemysłowych.
Były pracownik naukowy Zakładu Fizyki i Techniki Akceleracji Cząstek Instytutu Problemów Jądrowych im. Andrzeja Sołtana, obecnie kierownik tego zakładu w ramach Narodowego Centrum Badań Jądrowych.